# Dowlish Wake
Dowlish Wake est une paroisse civile et un village du Somerset, en Angleterre.